# 高越原之战
高越原之战，隋文帝开皇三年（583年）五月，在隋军抗击突厥汗国战争中，隋朝行军元帅窦荣定率军在高越原（今甘肃省民勤县西北）地区，击败阿波可汗军的作战。
583年四月，隋朝全面反击突厥。隋文帝命秦州总管窦荣定率九总管、步骑兵三万，由凉州（治今甘肃武威市）道北击突厥，五月二十四日，与突厥阿波可汗所部在高越原地区相拒。高越原地处沙漠地带，干枯无水。窦荣定军刺马血解渴，死者十分之二三。忽然下雨，士气大振。窦荣定乘势挥军奋力冲击，多次挫败阿波军，时被贬于敦煌为戍卒的前上大将军史万岁，要求立功赎罪。窦荣定知其勇敢，便于五月二十五日派人向突厥提出：双方各派一名壮士以决胜负。阿波应允，于是派一名骑将挑战，窦荣定派史万岁出马应战，史万岁驰斩其将而还。突厥大惊，不敢再战，即请议和而退。正在窦荣定军中任偏将的长孙晟，乘机离间突厥，说服阿波可汗连结达头可汗依附于隋。阿波可汗于是派使者入朝。